# بهيجة
بهيجة ‏(1942 في القاهرة)، فنانة قصص مصورة من مصر.